# Yokkaichi
Yokkaichi (四日市市, Yokkaichi-shi) est une ville située dans la préfecture de Mie, au Japon.

## Géographie

### Situation
Yokkaichi est située dans le centre-nord de la préfecture de Mie, à 293 kilomètres de Tokyo, capitale du Japon. La ville est bordée par la baie d'Ise à l'est et par la préfecture de Shiga au nord-ouest.

### Démographie
En 2011, la population de Yokkaichi était de 307 986 habitants répartis sur une superficie de 205,53 km2. Au 1er septembre 2023, elle était de 308 244 habitants.

### Climat
Yokkaichi a un climat subtropical humide caractérisé par des étés chauds et humides, et des hivers frais avec peu ou pas de chutes de neige .
| Mois                                             | jan.      | fév.      | mars      | avril     | mai       | juin      | jui.      | août      | sep.      | oct.      | nov.      | déc.      | année     |
| ------------------------------------------------ | --------- | --------- | --------- | --------- | --------- | --------- | --------- | --------- | --------- | --------- | --------- | --------- | --------- |
| Température minimale moyenne (°C)                | −0,1      | 0         | 2,9       | 7,9       | 13        | 17,8      | 22,2      | 23,2      | 19,4      | 13        | 7,1       | 2         | 10,7      |
| Température moyenne (°C)                         | 4,3       | 4,9       | 8,1       | 13,3      | 18        | 21,7      | 25,6      | 26,8      | 23,2      | 17,5      | 11,8      | 6,6       | 15,2      |
| Température maximale moyenne (°C)                | 9         | 10        | 13,3      | 18,7      | 23,2      | 26,1      | 29,9      | 31,4      | 27,7      | 22,4      | 17        | 11,5      | 20        |
| Record de froid (°C) date du record              | −6 1967   | −6,3 2012 | −4,6 1977 | −1,1 1987 | 3,8 1991  | 9,8 2016  | 13,7 1966 | 15,8 2009 | 9,7 1981  | 2,2 1983  | −1 2013   | −5,6 1995 | −6,3 2012 |
| Record de chaleur (°C) date du record            | 19,9 1969 | 22,2 2021 | 24,5 2018 | 29,5 2005 | 33,1 2015 | 35,4 2005 | 37,9 1994 | 38,8 1994 | 36,9 2010 | 31,5 2013 | 24,8 1977 | 21,9 2015 | 38,8 1994 |
| Ensoleillement (h)                               | 152,2     | 149,5     | 181,7     | 189,8     | 194,2     | 147,9     | 162,4     | 196,2     | 151,8     | 153,9     | 156,8     | 151,6     | 1 988     |
| Précipitations (mm)                              | 55,5      | 67,2      | 117,8     | 153,7     | 189,3     | 249       | 208       | 158,8     | 286,9     | 182,9     | 79,7      | 58,5      | 1 807,3   |
| Nombre de jours avec précipitations              | 5,9       | 7,2       | 9,2       | 9,2       | 9,9       | 12,3      | 11,7      | 8,9       | 11,5      | 9,4       | 6,1       | 6,4       | 107,6     |
| dont nombre de jours avec précipitations ≥ 10 mm | 1,9       | 2,4       | 4,1       | 4,7       | 5,6       | 6,8       | 5,9       | 4         | 6,2       | 4,9       | 2,7       | 1,9       | 51,2      |
| Humidité relative (%)                            | 68        | 67        | 65        | 67        | 73        | 79        | 83        | 79        | 80        | 75        | 74        | 71        | 73        |
| Nombre de jours avec brouillard                  | 1,9       | 2,2       | 2,6       | 2,3       | 3,5       | 3,7       | 3,5       | 1,6       | 1,7       | 2,5       | 2,3       | 2         | 29,2      |

| Diagramme climatique                                  |         |              |              |             |             |             |               |               |             |           |           |
| J                                                     | F       | M            | A            | M           | J           | J           | A             | S             | O           | N         | D         |
| 9−0,155,5                                             | 10067,2 | 13,32,9117,8 | 18,77,9153,7 | 23,213189,3 | 26,117,8249 | 29,922,2208 | 31,423,2158,8 | 27,719,4286,9 | 22,413182,9 | 177,179,7 | 11,5258,5 |
| Moyennes : • Temp. maxi et mini °C • Précipitation mm |         |              |              |             |             |             |               |               |             |           |           |

## Toponymie
Le toponyme « Yokkaichi » signifie le « marché du quatrième jour », en référence au marché régulier qui était ouvert les 4, 14 et 24 de chaque mois au cours de l'époque Azuchi Momoyama (1573-1603).

## Histoire
La région actuelle de Yokkaichi est habitée depuis la préhistoire. De nombreux tumulus de la période Kofun ont été découverts et la région était l'un des sites de bataille de la guerre de Jinshin à la période Asuka. Cependant, jusqu'à la fin de l'époque de Heian, la région était peu peuplée et le site de Yokkaichi n'était qu'un petit village portuaire. La zone s'est développée pendant la époque de Kamakura et l'époque Azuchi-Momoyama.
Pendant l'époque d'Edo, la région a prospéré sous le nom de Yokkaichi-juku, la quarante-troisième station du Tōkaidō reliant Edo à Kyoto. Cependant, la ville a été en grande partie détruite lors des grands séismes de l'ère Ansei.
Le bourg moderne de Yokkaichi est créé le 1er avril 1889. Il obtient le statut de ville en 1897, puis de ville spéciale en 2000.
Yokkaichi est devenue un centre de l'industrie chimique en 1939 lorsque la marine impériale japonaise a construit une grande raffinerie à proximité de la zone portuaire. Yokkaichi fut l'une des premières villes bombardées pendant la Seconde Guerre mondiale lors du raid de Doolittle le 18 avril 1942. Le 18 juin 1945, 89 bombardiers B-29 Superfortress ont largué 11 000 bombes incendiaires, détruisant 35 % de la zone urbaine et tuant 736 personnes. Cette attaque sur Yokkaichi fut suivie de huit autres raids aériens jusqu'au 8 août 1945, tuant 808 autres personnes.
De 1960 à 1972, les résidents de ville ont souffert de problèmes de santé provoqués par l'émission d'oxyde de soufre dans l'atmosphère des usines chimiques de production d'huile. Au Japon, une maladie appelée le zensoku de Yokkaichi (asthme de Yokkaichi) dérive son nom de la ville. Au Japon, celle maladie est considérée comme étant l'une des quatre grandes maladies engendrée par la pollution avec la maladie de Minamata, le maladie Itai-Itai et la maladie de Niigata Minamata (en).

## Économie
Yokkaichi est un centre de fabrication d'articles de banko (céramique japonaise), d'automobiles, de textiles comme le coton, de produits chimiques, de thé, de ciment et de pièces d'ordinateur, notamment pour l'entreprise Toshiba Yokkaichi.

## Transports
La ville de Yokkaichi est desservie par la ligne Kansai de la compagnie JR Central et par les lignes Nagoya et Yunoyama de la compagnie Kintetsu. D'autres compagnies de moindre importance desservent la ville : Sangi Railway, Ise Railway et Yokkaichi Asunarou Railway. Les principales gares sont celles de Kintetsu-Yokkaichi et Yokkaichi.
La route de Higashi Meihan (東名阪自動車道) qui mène à Nagoya a été construite le long du pied des montagnes de Suzuka.

## Jumelage
La ville de Yokkaichi est jumelée à trois villes dont un port.
- Long Beach, Californie, États-Unis (7 octobre 1963)
- Tianjin, Chine (28 octobre 1980)
- Sydney, Australie (24 octobre 1968)

## Personnalités liées à la municipalité
- Katsunori Matsui (né en 1978), artiste
- Goseki Kojima (1928-2000), mangaka
- Miki Mizuno (née en 1974), actrice
- Fumio Niwa (1904-2005), auteur
- Katsuaki Watanabe (né en 1942), président de la firme Toyota
- Katsuya Okada (né en 1953), chef de l'opposition (2004-2005), ministre des Affaires étrangères (2009-2010), secrétaire général du PDJ (2010-)